# Friedrich (Troppau)
Friedrich von Troppau (tschechisch Bedřich Opavský; * um 1440; † um 1470) war von 1452 bis 1456 Herzog von Troppau. Er entstammte dem Troppauer Zweig der böhmischen Přemysliden.

## Leben
Seine Eltern waren Herzog Wilhelm von Troppau und Salome († 1489), eine Tochter des böhmischen Adligen Puta von Častolowitz.
Nach dem Tod des Vaters 1452 übernahm sein jüngerer Bruder Ernst die Vormundschaft über Friedrich und dessen vier Geschwister. Zusammen mit seinen Brüdern Wenzel III. und Přemysl/Primislaus III. hatte Friedrich zwei Drittel des Herzogtums Troppau geerbt. Das Erbrecht auf das Herzogtum Münsterberg blieb ihnen verwehrt, da ihr Vater dieses 1451 seinem Bruder Ernst vertraglich übertragen und dieser ihm als Gegenleistung sein Drittel an Troppau überlassen hatte. Nach 1454 verkaufte Ernst als Vormund Friedrichs und seiner Brüder ihren Zwei-Drittel-Anteil an Troppau dem Oppelner Herzog Bolko V., während das letzte Drittel bis 1464 ihr Vetter Johann II. von Leobschütz halten konnte.
Über Friedrichs Dasein ist nur wenig bekannt. Da seine Mutter nur über unzureichende Einnahmen verfügte, überließ ihr um 1460 der Oelser Herzog Konrad X. Steinau zum Nießbrauch. Es ist nicht bekannt, ob Friedrich, wie sein Bruder Wenzel, ebenfalls in Steinau lebte. Er starb im Alter von etwa 30 Jahren, war nicht verheiratet und hinterließ keine Nachkommen.